# Muotathal
Muotathal es una comuna suiza del cantón de Schwyz, localizada en el distrito de Schwyz. Limita al norte con las comunas de Schwyz, Illgau, Oberiberg, Unteriberg e Innerthal, al este con Glaris (GL), al sureste con Glaris Sur (GL), al sur con Spiringen (UR), Unterschächen (UR) y Bürglen (UR), y al occidente con Riemenstalden y Morschach.

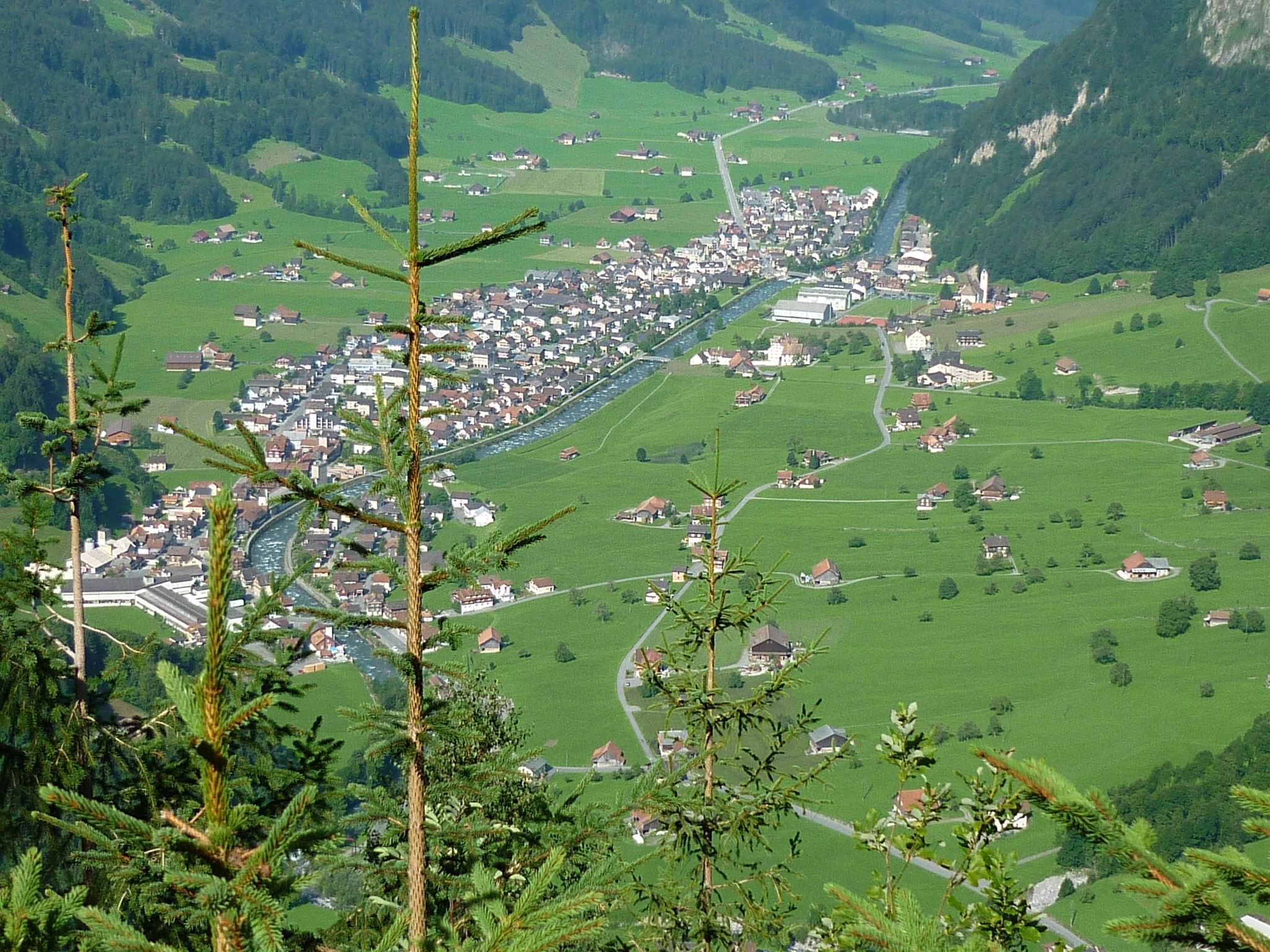
Vista aérea de Muotathal.